# Ximena Rincón
Pour les articles homonymes, voir Rincón.
Rincón  González est un nom espagnol. Le premier nom de famille, en général paternel, est Rincón ; le second, en général maternel, souvent omis, est González.
Ximena Cecilia Rincón González, née le 5 juillet 1968 à Concepción, est une avocate et femme politique chilienne. 
Militante du Parti démocrate-chrétien, elle est intendante de la Région métropolitaine de Santiago entre 2005 et 2006 dans le gouvernement de Ricardo Lagos, sénatrice de la onzième circonscription (Maule Sur, qui comprend les provinces de Linares et Cauquenes) entre 2010 et 2014 et ministre d'État dans le deuxième gouvernement de Michelle Bachelet, successivement au secrétariat général de la Présidence et au ministère du Travail et de la Prévision sociale.

## Biographie
Ximena Rincón étudie au collège Carmela Romarin de Espinosa, des dominicaines de Concepción puis à l'université du Chili où elle obtient son diplôme d'avocate.
Elle a été mariée pendant 22 ans avec le député Juan Carlos Latorre (es), avec qui elle a eu trois fils.
Elle est la sœur des journalistes Mónica Rincón et Rodrigo Rincón, du député Ricardo Rincón et de la psychologue Paulina Rincón.

## Carrière politique

### Débuts et postes dans le monde privé

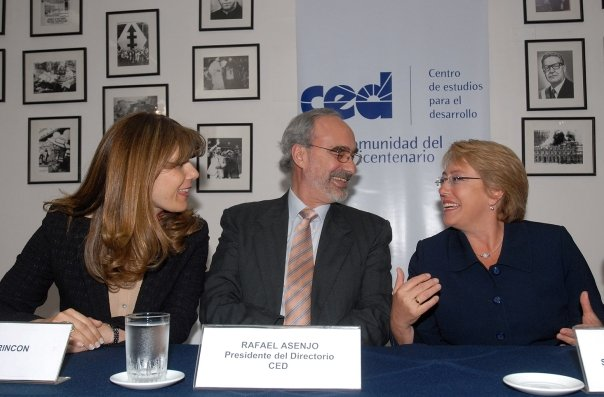
Rincón au CED en 2008.

Entre 1998 et 2000 elle est vice-présidente exécutive de la Fondation pour la Promotion et Développement de la Femme (Prodemu), pendant le mandat du président Eduardo Frei Ruiz-Tagle. Elle est nommée au sein du gouvernement de Ricardo Lagos en tant que Superintendante de Sécurité sociale; par la suite, elle est nommée intendante de la Région Métropolitaine de Santiago et devient la première femme à occuper ce poste. 
Après la fin du gouvernement de Ricardo Lagos, Rincón entre en 2006 au directoire du gestionnaire de fonds de pension AFP Provida, ce qui lui attire des critiques de membres de son propre parti qui y voient la possibilité qu'elle exerce un lobby, alors même que le gouvernement de Michelle Bachelet Jeria débat d'une importante réforme du système de pensions[réf. nécessaire].
En mai 2006, elle devient vice-présidente du Parti Démocrate Chrétien du Chili (PDC), pendant la présidence de Soledad Alvear.
Elle a également été présidente du Centre d'Études pour le Développement (CED), un think tank lié à la Concertation.

### Sénatrice et pré-candidate présidentielle
En 2008, elle est candidate aux primaires de son parti pour être maire de la commune de Santiago mais c'est Jaime Ravinet qui est choisi, avant d'être battu par Pablo Zalaquett.
Pour les élections parlementaires de 2009, Rincón annonce sa candidature en tant que sénatrice pour la circonscription no 11 de Maule Sud, pour la période 2010-2018 : elle est élue avec 31,03 % des votes. En mars 2014, elle est nommée ministre d'État et est remplacée par Manuel Antonio Matta après une élection primaire du PDC le 27 avril 2014.

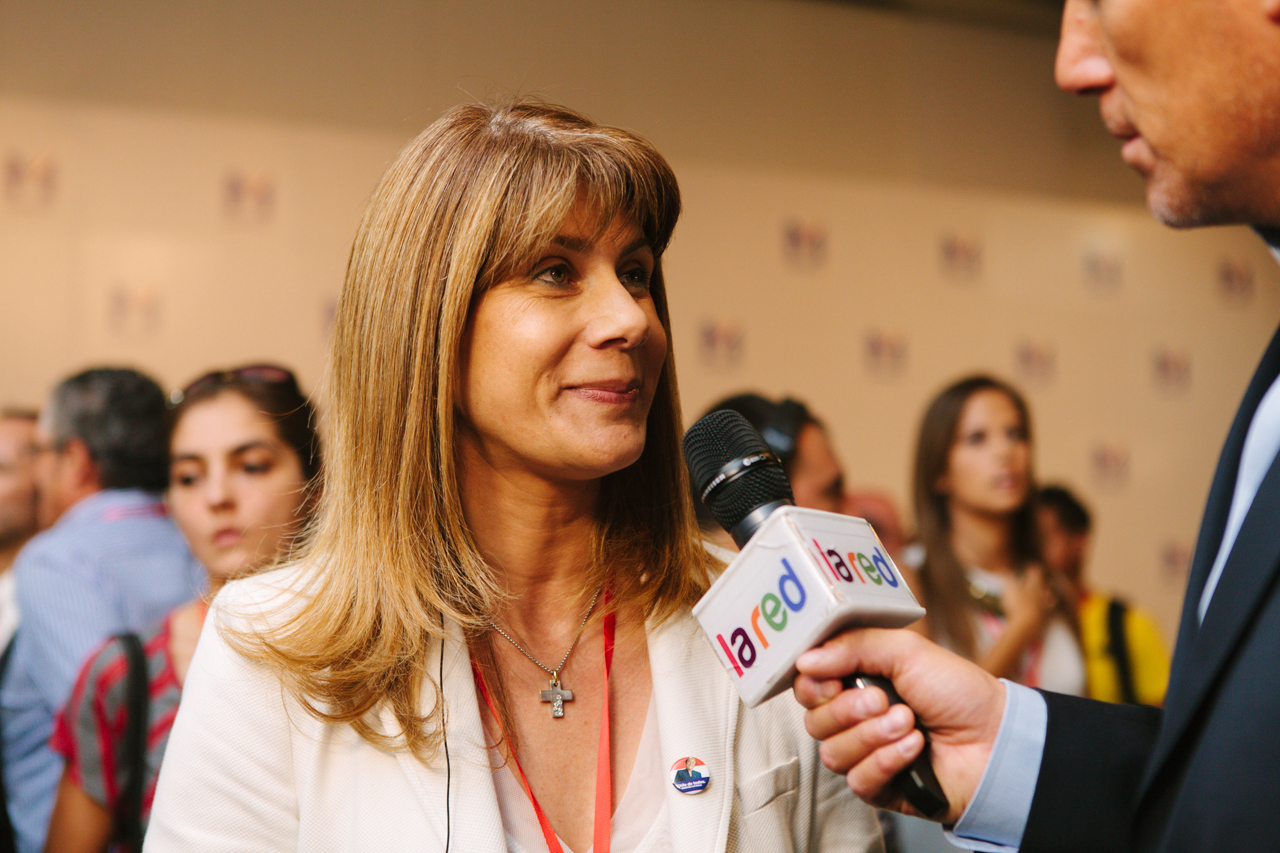
Ximena Rincón en 2013.

En décembre 2011 au cours du programme de télévision Mentiras verdaderass de La Red, Rincón annonce son intention d'être candidate aux primaires de son parti pour l'élection présidentielle de 2013. L'éventualité d'une primaire est débattue au sein du parti, qui hésite à soutenir la potentielle candidature de Michelle Bachelet. Des primaires sont finalement organisées entre Ximena Rincón, et Claudio Orrego, alors maire de Peñalolén, et c'est ce dernier qui est choisi pour représenter son parti le 19 janvier 2013.

### Ministre d'État
Le 24 janvier 2014, la présidente élue Michelle Bachelet la choisit comme ministre du secrétariat général de la Présidence de son futur gouvernement, poste qu'elle occupe à partir du 11 mars suivant. En mai 2015, lors du premier remaniement, Ximena Rincón devient ministre du Travail et de la Prévision sociale, alors qu'une réforme est en cours. Le 18 novembre 2016, elle est remplacée par Alejandra Krauss.

### Sénatrice
Le 19 novembre 2017, elle est de nouveau élue sénatrice pour la neuvième circonscription de la région du Maule. Elle entre en fonction le 11 mars 2018. Membre de la commission permanente de l'économie, elle en devient présidente en 2019.
Le 24 janvier 2021, lors d'une primaire interne, elle est désignée candidate de son parti pour l'élection présidentielle en battant l'ancien ministre Alberto Undurraga par 57,12 % des voix.

## Décorations

### Décorations étrangères
- Grand-Croix de l'ordre d'Isabelle la Catholique (Espagne, 24 octobre 2014)[7]

## Historique électoral

### Élections parlementaires de 2009
- Élections parlementaires de 2009, sénatrice pour la 11e circonscription, Maule Sud (Cauquenes, Chanco, Colbún, Linares, Longaví, Parral, Pelluhue, Retraite, San Javier, Villa Gaie et Yerbas Bonnes)[8]

| Candidat                 | Pacte                           | Parti | Votes  | %     | Résultat  |
| ------------------------ | ------------------------------- | ----- | ------ | ----- | --------- |
| Hernán Larraín Fernández | Coalition pour le Changement    | UDI   | 68 354 | 43,12 | Sénateur  |
| Ximena Rincón González   | Concertation et Juntos Podemos  | PDC   | 49 241 | 31,06 | Sénatrice |
| Jaime Naranjo Ortiz      | Concertation et Juntos Podemos  | PS    | 33 181 | 20,93 |           |
| Juan Ariztía Correa      | Coalition pour le Changement    | ILB   | 6172   | 3,89  |           |
| Marilén Cabrera Olmos    | Nouvelle majorité pour le Chili | PH    | 1583   | 1,00  |           |

### Primaires présidentielles du Parti démocrate-chrétien
| Candidat                | Candidat                | Parti                   | Votes  | %       |
| ----------------------- | ----------------------- | ----------------------- | ------ | ------- |
|                         | Claudio Orrego Larraín  | PDC                     | 33 175 | 59.21 % |
|                         | Ximena Rincón González  | PDC                     | 22 853 | 40.79 % |
| Total de votes valables | Total de votes valables | Total de votes valables | 56 028 | 99,58 % |
| Votes nuls et blanc     | Votes nuls et blanc     | Votes nuls et blanc     | 235    | 0,48 %  |
| Total de suffrages émis | Total de suffrages émis | Total de suffrages émis | 56 263 | 100 %   |

### Élections parlementaires de 2017
- Élections parlementaires de 2017, sénatrice pour la 9e  circonscription, région du Maule (Cauquenes, Chanco, Colbún, Constitution, Curepto, Curicó, Empedrado, Hualañé, Licantén, Linares, Longaví, Mauléon, Molina, Parral, Pelarco, Pelluhue, Pencahue, Rauco, Retraite, Rivière Claire, Romeral, Sacrée Famille, San Clemente, San Javier, San Rafael, Talca, Teno, Vichuquén, Villa Gaie, Yerbas Bonnes)[9]

| Candidat                          | Pacte                    | Parti            | Votes  | %      | Élu       |
| --------------------------------- | ------------------------ | ---------------- | ------ | ------ | --------- |
| Gustavo Aurelio Ruz Zañartu       | Por Todo Chile           | IND-Pays         | 3457   | 0,93%  |           |
| María Cecilia Romarin Peña        | Por Todo Chile           | Pays             | 3489   | 0,94%  |           |
| Sandra Beatriz Alfaro Chávez      | Por Todo Chile           | PRO              | 2811   | 0,76%  |           |
| Wilfredo Alfsen Ovando            | Front Large              | PH               | 3469   | 0,94%  |           |
| Marta Guerre Médine               | Front Large              | PH               | 2589   | 0,70%  |           |
| Jimena Arias Quiroga              | Front Large              | PH               | 3148   | 0,85%  |           |
| Alfredo Juan Sfeir Younis         | Front Large              | IND-PL           | 21 142 | 5,72%  |           |
| María Eugenia Lorenzini Lorenzini | Front Large              | décret royal     | 4781   | 1,29%  |           |
| Yuri Sepúlveda González           | Front Large              | IND-décret royal | 1792   | 0,48%  |           |
| Andrés Velasco Brañes             | Sumemos                  | CIU              | 38 862 | 10,50% |           |
| Paula Andrea Romero Neira         | Sumemos                  | CIU              | 2142   | 0,58%  |           |
| Alberto Nicanor Martínez Moya     | Sumemos                  | IND-CIU          | 1777   | 0,48%  |           |
| Esteban Bravo Moreno              | Sumemos                  | IND-CIU          | 1247   | 0,34%  |           |
| Grace Maricel Salazar Balaie      | Sumemos                  | IND-CIU          | 1506   | 0,41%  |           |
| Álvaro Elizalde Soto              | Nouvelle Majorité        | PS               | 30 914 | 8,36%  | Sénateur  |
| Viviana Landaeta Parra            | Nouvelle Majorité        | PS               | 4340   | 1,17%  |           |
| Carlos Villalobos Sepúlveda       | Nouvelle Majorité        | PS               | 3238   | 0,88%  |           |
| Jorge Carlos Tarud Daccarett      | Nouvelle Majorité        | PPD              | 14 095 | 3,81%  |           |
| Liliana Caro Vera                 | Nouvelle Majorité        | PPD              | 1298   | 0,35%  |           |
| Valeria Jenoveva Leal Albornoz    | Nouvelle Majorité        | IND-PPD          | 1079   | 0,29%  |           |
| Andrés Zaldívar Larraín           | Convergence Démocratique | PDC              | 29 598 | 8,01%  |           |
| Ximena Rincón González            | Convergence Démocratique | PDC              | 38 750 | 10,48% | Sénatrice |
| Juan Antonio Coloma Correa        | Chile Vamos              | UDI              | 58 616 | 15,85% | Sénateur  |
| Yasna Cancino Rosson              | Chile Vamos              | IND-UDI          | 7752   | 2,10%  |           |
| Francisca Concha Le-Beuffe        | Chile Vamos              | IND-UDI          | 1943   | 0,53%  |           |
| Rodrigo Galilea Vial              | Chile Vamos              | RN               | 28 221 | 7,63%  | Sénateur  |
| Macarena Pons Porcile             | Chile Vamos              | IND-RN           | 3198   | 0,86%  |           |
| Juan Castro Prieto                | Chile Vamos              | IND-RN           | 54 480 | 14,73% | Sénateur  |